# Storia economica dell'Unione Sovietica
L'economia dell'Unione Sovietica è stata la seconda del mondo per volume, dal 1945 al 1991. Basata su un sistema di proprietà statale e di pianificazione amministrativa, fu la più grande forma di economia pianificata della storia contemporanea. 
Il primo grande progetto di pianificazione economica fu il piano Goelro, introdotto nel 1920 e realizzato nelle linee base entro il 1931. Includeva la costruzione di una rete di 30 impianti elettrici regionali, tra cui 10 idroelettrici, e numerose aziende industriali di stato alimentate proprio da questi impianti. Il Goelro diventò il prototipo dei successivi piani quinquennali. 
Dal 1928 al 1991, tutto il corso dell'economia fu guidato da piani di sviluppo. L'URSS divenne uno dei principali fornitori di prodotti industriali, soprattutto nei settori metallurgico, chimico, bellico ed aerospaziale, ma accusava un pesante ritardo nella produzione di beni di consumo durevoli. Dopo lo scioglimento dell'URSS nel 1991 in seguito alle riforme di Michail Gorbačëv, molte delle 15 ex repubbliche sovietiche hanno smantellato l'economia di Stato ed avviato una difficile transizione verso quella privata.

## Il Comunismo di guerra (1918-1921)
Negli anni della Guerra civile, fu questa la prima politica economica dell'URSS. Consisteva nella nazionalizzazione di tutte le industrie nelle città e nella requisizione dei raccolti agricoli nelle campagne. Fu un insuccesso, poiché la produzione sia agricola (la produzione di cereali del 1921 fu del 53% inferiore di quella del 1913) sia industriale (la produzione dell'acciaio e del carbone nel 1921 era rispettivamente del 95% e del 64% inferiore a quella del 1913) precipitò al punto che, nel 1921 si ribellò la base navale di Kronstadt. Quell'evento indusse Lenin a mettere fine al comunismo di guerra e a sostituirlo con la NEP.

## La NEP (1921-1928)
Dopo il comunismo di guerra, nel 1921 Lenin lanciò la NEP, o nuova politica economica. Si introdusse nelle grandi fabbriche di proprietà statale e in quelle piccole denazionalizzate il concetto di autosufficienza e autonomia aziendale; mentre nelle campagne le requisizioni forzate furono sostituite da una quota da consegnare allo stato, mentre il resto del raccolto poteva essere venduto sul libero mercato. Nel 1925 fu introdotto il permesso di assumere salariati. La produzione agricola ed industriale tornò ai livelli antebellici. Nel 1921 era stata fondata la Banca statale dell'URSS.

## La collettivizzazione e i primi tre piani quinquennali (1928-1941)
(Affermazione di Stalin del febbraio 1931 alla prima conferenza dei dirigenti dell'industria socialista)

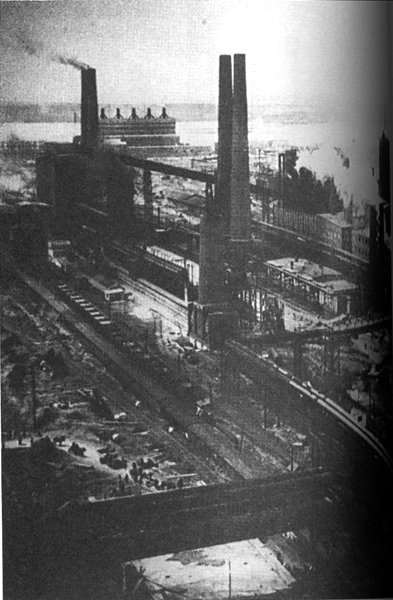
Il famoso kombinat metallurgico di Magnitogorsk negli anni trenta

Nel 1928, Stalin mise fine alla NEP iniziando la collettivizzazione delle terre, che passarono dai kulaki (ovvero i contadini ricchi che avevano assunto dei salariati) alle cooperative agricole (Kolchoz) e alle aziende agricole statali (Sovchoz). I kolchozniky (ossia i membri dei kolchoz) erano pagati in parte della produzione del kolchoz e dei profitti fatti dal kolchoz proporzionalmente al numero di ore di lavoro; essi avevano inoltre a disposizione un appezzamento di terra ad uso privato (nell'ordine dei 4 000 m2) ed un po' di bestiame. Questi vantaggi in natura rendevano il kolchoz molto più attraente ai sovietici rispetto al sovchoz nel quale i sovchozniky (i membri dei sovchoz) erano salariati. Tra il 1932 e il 1937 la produzione agricola aumentò di oltre il 50%. L'organismo che si occupava di organizzare i piani quinquennali era il Gosplan. 

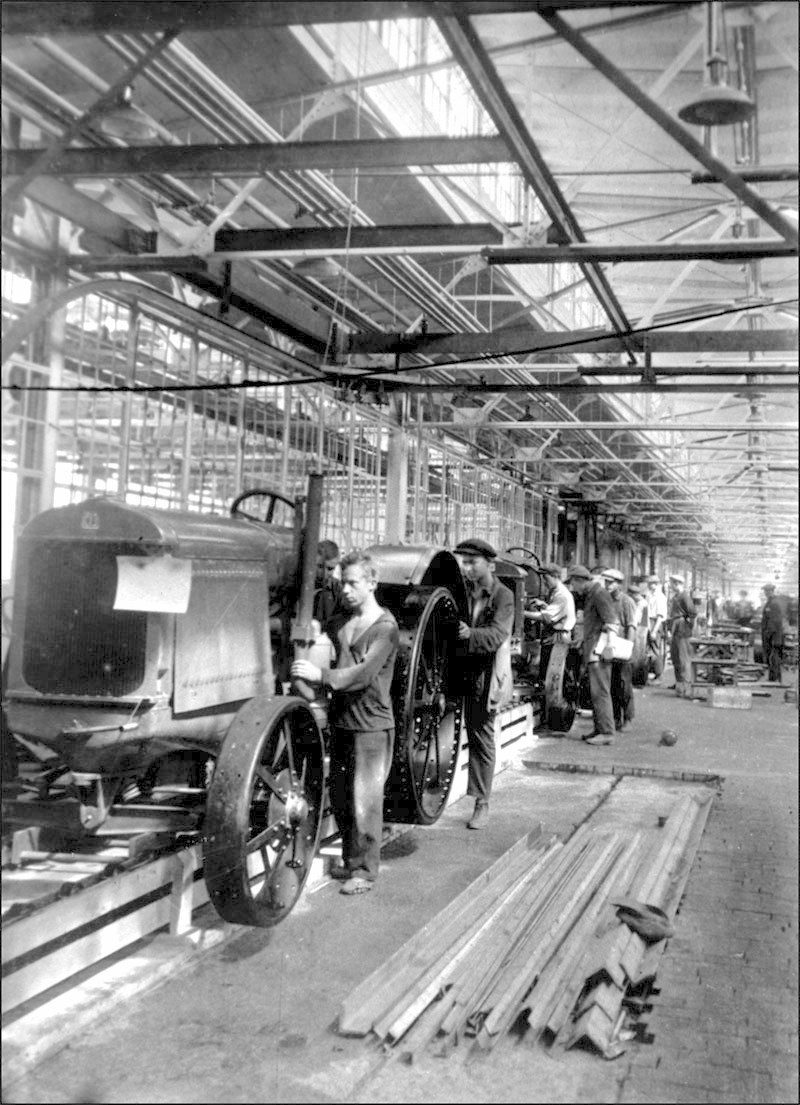
Le officine della fabbrica di trattori di Stalingrado.

Il primo piano quinquennale (avviato nel 1928 e terminato nel 1932) portò invece ad un enorme aumento della produzione industriale (nel 1933 era di 4 volte superiore a quella del 1913). Il secondo piano quinquennale portò anch'esso ad un forte aumento della produzione industriale (tra il 1928 e il 1937 la produzione siderurgica e metallurgica aumentò del 690%, mentre l'industria leggera del 390%). Durante il secondo piano quinquennale si diffuse il fenomeno dello stacanovismo.
L'attività produttiva pianificata si impegnava soprattutto sulla costruzione e attivazioni di enormi complessi industriali integrati, i cosiddetti kombinat, in cui erano concentrate tutte le attività produttive di un settore industriale; esempi famosi di kombinat completati nei primi piani industriali furono il kombinat metallurgico di Magnitogorsk e il kombinat metallurgico di Novokuzneck, per la produzione siderurgica e metallurgica, e i giganteschi impianti metalmeccanici della Uralmaš (UZTM) e di Novokramatorsk (NKMZ). Venne anche pianificato un grande incremento della produzione di macchine agricole che avrebbero dovuto fornire la base tecnologica per l'auspicata trasformazione dell'agricoltura sovietica in un moderno complesso agro-industriale organizzato scientificamente; a questo scopo furono quindi messi in funzione la fabbrica di trattori di Čeljabinsk, la fabbrica di trattori di Stalingrado e la fabbrica di trattori di Char'kov.
Nel terzo piano quinquennale la produzione industriale aumentò di circa il 12-13% annuo, mentre la produzione d'elettricità passo dai 2500 milioni kWh del 1928 ai 40000 milioni del 1938. Il piano venne interrotto nel 1941 a causa dell'invasione nazista.

## La Ricostruzione: il Quarto e il Quinto piano quinquennale (1946-1955)
Dopo la seconda guerra mondiale, l'enfasi fu posta sulla ricostruzione, e nel 1945 Stalin promise che l'URSS, entro il 1960, sarebbe diventata una delle principali potenze industriali.
In quel periodo gran parte delle zone industriali dell'URSS europea erano state devastate dalla guerra. Ufficialmente, 98.000 fattorie collettive erano state saccheggiate e devastate, con la perdita di 137.000 trattori, 49.000 mietitrebbie, 7 milioni di cavalli, 17 milioni di capi di bestiame, 20 milioni di maiali e 27 milioni di pecore. Era stato distrutto un quarto di tutti gli equipaggiamenti in 35.000 fabbriche e stabilimenti; oltre a 6 milioni di edifici, compresi 40.000 ospedali, in 70.000 villaggi e 4.710 città (il 40% degli alloggi urbani), che lasciarono 25 milioni di senzatetto; circa il 40% delle ferrovie erano state distrutte; ufficialmente erano morti 7,5 milioni di militari, ma, forse, morirono complessivamente circa 26-27 milioni di persone (in confronto alle 250.000 vittime degli USA). Nel 1945 l'attività mineraria e quella metallurgica erano al 40% dei livelli del 1940, la produzione di corrente elettrica era scesa del 52%, la ghisa del 26% e l'acciaio del 45%; la produzione di cibo era al 60% dei livelli del 1940. Dopo la Polonia, l'URSS fu la nazione più colpita dalla guerra. La ricostruzione venne ostacolata dalla cronica mancanza di manodopera causata dall'enorme numero di vittime sovietiche nella guerra. Oltre a ciò, si aggiunge che il 1946 fu l'anno più secco dal 1891, e il raccolto agricolo fu particolarmente povero. USA e URSS non furono in grado di accordarsi sui termini di un prestito statunitense per aiutare la ricostruzione, e questo fu un fattore che contribuì alla rapida scalata militare della Guerra Fredda. L'URSS ottenne comunque delle riparazioni di guerra dalla Germania, e fece sì che le nazioni dell'Europa Orientale effettuassero dei pagamenti per ricompensare la loro liberazione dai nazisti da parte dei sovietici. Nel 1949 venne fondato il Comecon (Consiglio per il mutuo aiuto economico), che legò assieme le nazioni del blocco orientale. Un terzo dei capitali del Quarto Piano venne speso in Ucraina, territorio importante per la produzione agricola e industriale, che era stata una delle zone più devastate dalla guerra. Nel 1947 cessò il razionamento del cibo, ma solo nel 1952 la produzione agricola poté superare appena i livelli raggiunti nel 1940. La produzione industriale nel 1952, invece, fu quasi doppia rispetto al 1940. Il Quinto piano quinquennale prevedeva per il 1955 la produzione di: 6.200.000.000 di metri di tessuti di cotone, e ne furono prodotti 5.900.000.000. Erano previsti 271.000.000 di metri di tessuti di lana e ne furono prodotti 252.000.000; 318.000.000 di paia di scarpe di cuoio e ne furono prodotte 274.000.000; 2.615.000 di macchine da cucire e ne furono costruite 1.610.000; 4.527.000 radio e tv e ne furono prodotte 4.024.000; 330.000 frigoriferi e ne furono prodotti meno della metà, 151.000; 225.000 motociclette e ne furono prodotte 244.000; 3.445.000 biciclette e ne furono prodotte 2.883.000; 373.000.000 di tonnellate di carbone e ne furono estratte 390.000.000; 71.000.000 di tonnellate di petrolio, che furono estratte; 164.000.000.000 di KWh di elettricità e ne furono prodotti 170.000.000.000; 44.000.000 di tonnellate di acciaio e ne furono prodotte 45.000.000.

## L'Era Chruščёv: il Sesto piano e il piano Settennale (1956-1965)
Nel 1953, alla morte di Stalin, si iniziò una lotta intestina al Partito Comunista dell'Unione Sovietica fra il gruppo politico r guidato da Chruščёv, Molotov, Malenkov, Bulganin, Berija, Mikojan, Kaganovič; dalla quale uscì vincitore Chruščёv.
Gli obiettivi del sesto piano quinquennale furono un aumento della produzione metallurgica del 70%, dell'industria dei beni di consumo del 60%, del carbone del 150%, dell'elettricità e del petrolio del 100% ed un aumento dei salari reali del 35%. In agricoltura fu lanciata la Campagna delle terre vergini, che mirava a dissodare i terreni della RSS Kazaka, e fruttò un aumento della superficie di terreno coltivata di 36 milioni di ettari. Tra il 1950 e il 1960 la produzione di grano aumentò del 50%, mentre nei sette anni successivi alla morte di Stalin (1953-1960) la produzione di latte e carne aumentò rispettivamente del 69% e dell'87%. Molti kolchoz si riunirono in super-kolchoz, tanto che il loro numero passò da 125000 a 36000. 
Nel piano settennale gli stipendi minimi aumentarono del 33%, mentre la giornata lavorativa diminuì a 7 ore giornaliere (dal lunedì al sabato). Si riorganizzò anche il sistema pensionistico. Vennero introdotti in agricoltura i sovnarchozy, organismi regionali dipendenti dal Gosplan con l'incarico di coordinare i vari distretti economici. Il PIL aumentò del 56%, la produzione industriale dell'84%, l'industria dei beni di consumo del 60%; il consumo di carne tra il 1958 e il 1965 aumentò del 55%. D'altra parte si ridussero gli appezzamenti privati dei kolchozniki, e poiché essi producevano i due quinti della verdura, essa iniziò a scarseggiare. A causa dell'eccessivo sfruttamento poi, le non più vergini terre della RSS Kazaka si inaridirono, e la produzione agricola tra il 1958 e il 1963 diminuì dell'8%.

## L'Era della Stagnazione: l'Ottavo, il Nono, il Decimo e l'Undicesimo Piano (1965-1985)
Nel 1964 Chruščёv fu deposto, e il potere fu spartito dalla troika Brežnev-Kosygin-Podgornyj. 
Nel 1965, l'economista Aleksej Kosygin (divenuto l'anno prima capo del governo) lanciò una riforma per la gestione e la pianificazione economica caratterizzata dall'introduzione di metodi capitalistici di gestione, da una maggiore indipendenza economica delle imprese, delle associazioni e delle organizzazioni, e l'ampio uso di metodi di incentivi materiali; a causa di dirigenti economici locali e centrali prudenti e dirigenti del partito contrari alla riforma, la riforma Kosygin fu presto abbandonata dal governo. 
Nell'ottavo e nono piano gli scambi commerciali furono favoriti dal miglioramento delle relazioni con gli USA; il reddito medio aumentò del 4.5% su base annua. Rispetto al piano precedente, gli investimenti per l'introduzione dei primi elaboratori aumentarono del 420%.
Nell'ottavo piano le esportazioni di cereali raddoppiò rispetto al piano settennale. Nel nono piano, per la prima volta i risultati economici fissati dal XXIV Congresso del Partito non furono raggiunti in molti settori, come nel settore agricolo, dove la produzione di grano fu mediamente di 70 milioni di tonnellate inferiore all'obiettivo prefissato dal Gosplan. In generale, la crescita industriale fu del 43%.
Il Decimo Piano quinquennale, approvato durante il XXV Congresso del PCUS del febbraio 1976, conferma il cambio di priorità economiche, già iniziato nel 1972, sostituendo allo sviluppo dei consumi personali e dell'industria leggera, sostenuto da Aleksej Nikolaevič Kosygin, lo sviluppo dell'industria pesante (in particolar modo il settore energetico), della difesa, dell'agricoltura e lo sfruttamento delle "terre vergini" della Siberia, sostenuto da Leonid Il'ič Brežnev. Nelle intenzioni di Brežnev questo piano doveva produrre un surplus di energia che poteva essere esportata all'estero, grazie al clima di distensione internazionale cominciato appunto nel 1972, in cambio di tecnologie che avrebbero aumentato la produttività delle industrie stesse creando un circolo virtuoso. Si era prevista una crescita industriale del 36%, ma in realtà si arrivò solo al 24%. Nel settembre del 1977 l'estensione massima degli appezzamenti privati nei kolchoz fu portata a mezzo ettaro, che nel 1979 producevano il 60% delle patate, il 42% della frutta, il 96% della carne di coniglio, il 40% della carne di maiale e del pollame.
Durante l'Undicesimo Piano quinquennale, l'URSS importò qualcosa come 42 milioni di tonnellate di grano all'anno, quasi il doppio rispetto al Decimo Piano quinquennale e tre volte di più che durante il Nono Piano quinquennale (1971-75). La gran parte di questo grano venne venduto dall'Occidente; nel 1985, ad esempio, il 94 percento delle importazioni di grano sovietiche provenivano dal mondo non socialista, con gli Stati Uniti che vendettero 14,1 milioni di tonnellate. Comunque, l'export totale sovietico verso ovest fu sempre quasi allo stesso livello dell'import, ad esempio, nel 1984 l'export totale verso l'Occidente fu di 21,3 miliardi di rubli, mentre l'import fu di 19,6 miliardi di rubli.
Al livello delle imprese, i gestori erano spesso più preoccupati del carrierismo istituzionale che dell'incremento di produttività. Questi ricevevano dei salari fissi e ricevevano incentivi solo per il soddisfacimento dei piani, sulle basi della sicurezza del lavoro, di bonus, e di benefici come cliniche speciali e dacie private. I manager ricevevano tali benefici quando gli obiettivi venivano superati, ma quando, ad esempio, venivano superati di molto, vedevano solo aumentare le cifre per l'anno successivo. Quindi, c'erano incentivi a superare gli obiettivi, ma non di molto. Le imprese spesso sottostimavano la loro capacità, allo scopo di trattare pianificazioni o figure di controllo più vantaggiose con i ministeri (obiettivi che, naturalmente, erano facili da soddisfare). La pianificazione inoltre era molto rigida; i gestori delle fabbriche non erano in grado di deviare dalla pianificazione e vedevano allocati certi fondi per certe risorse. A livello di impresa, mancavano gli incentivi per l'applicazione di tecnologie per la riduzione dei costi. I pianificatori premiavano spesso i consumatori con prezzi bassi, amministrativamente imposti, piuttosto che premiare le imprese per i loro guadagni nella produttività. In altre parole, l'innovazione tecnologica falliva spesso nel rendere l'industria più profittevole per coloro che ne avevano un interesse. Gli anni di Chruščëv e Brežnev videro concessioni ai consumatori: le paghe dei lavoratori erano relativamente alte, mentre i prezzi venivano tenuti artificialmente bassi. Ancora, i livelli di reddito crebbero più rapidamente dei prezzi, nonostante i lenti guadagni nella produttività. La Guerra Fredda fu un altro drenaggio per l'economia dei consumatori. Con un'economia molto più piccola di quella statunitense, i sovietici fronteggiarono un fardello impari nella corsa agli armamenti, costringendo la nazione a dedicare una fetta molto più alta delle risorse della nazione al settore della difesa.

## L'Era Gorbačëv e la fine dell'URSS: il Dodicesimo piano (1986-1991)
Nel 1985 viene eletto Segretario Generale del PCUS Michail Gorbačëv, che inizia una politica di riforme economiche e politiche che mirano a risollevare l'URSS dalla stagnazione degli ultimi vent'anni. Queste riforme, che miravano a decentralizzare l'economia e reintrodurre forme di proprietà privata (ispirate alla NEP leninista degli anni 1920), fallirono e portarono ad una profonda crisi economica, che a sua volta favorì la rinascita delle tensioni etniche e la ribalta al potere di Boris El'cin, che causarono lo scioglimento dell'URSS.